# El control
El control es una película colombiana de 2013 escrita por Dago García y dirigida por Felipe Dothée. Estrenada el 31 de mayo de 2013, contó con las actuaciones de Christian Tappan, César Mora, Alina Lozano, Kathy Rangel, Fabián Mendoza y Natasha Klaus.

## Sinopsis
La película relata la historia de Fernando José Castro Cuevas y de don Antonio, su padre, y su lucha por mantener unida la familia a pesar de todos los problemas que se presentan. Pero el principal problema es la llegada del televisor a la casa. La lucha por el control remoto será despiadada y pondrá a prueba la personalidad de todos y cada uno de los miembros de la familia.

## Reparto
- Christian Tappan
- César Mora
- Alina Lozano
- Katty Rangel
- Fabián Mendoza
- Natasha Klaus
- Juan Pablo Manzanera
- Fabio Rubiano